# Paul Verlaine

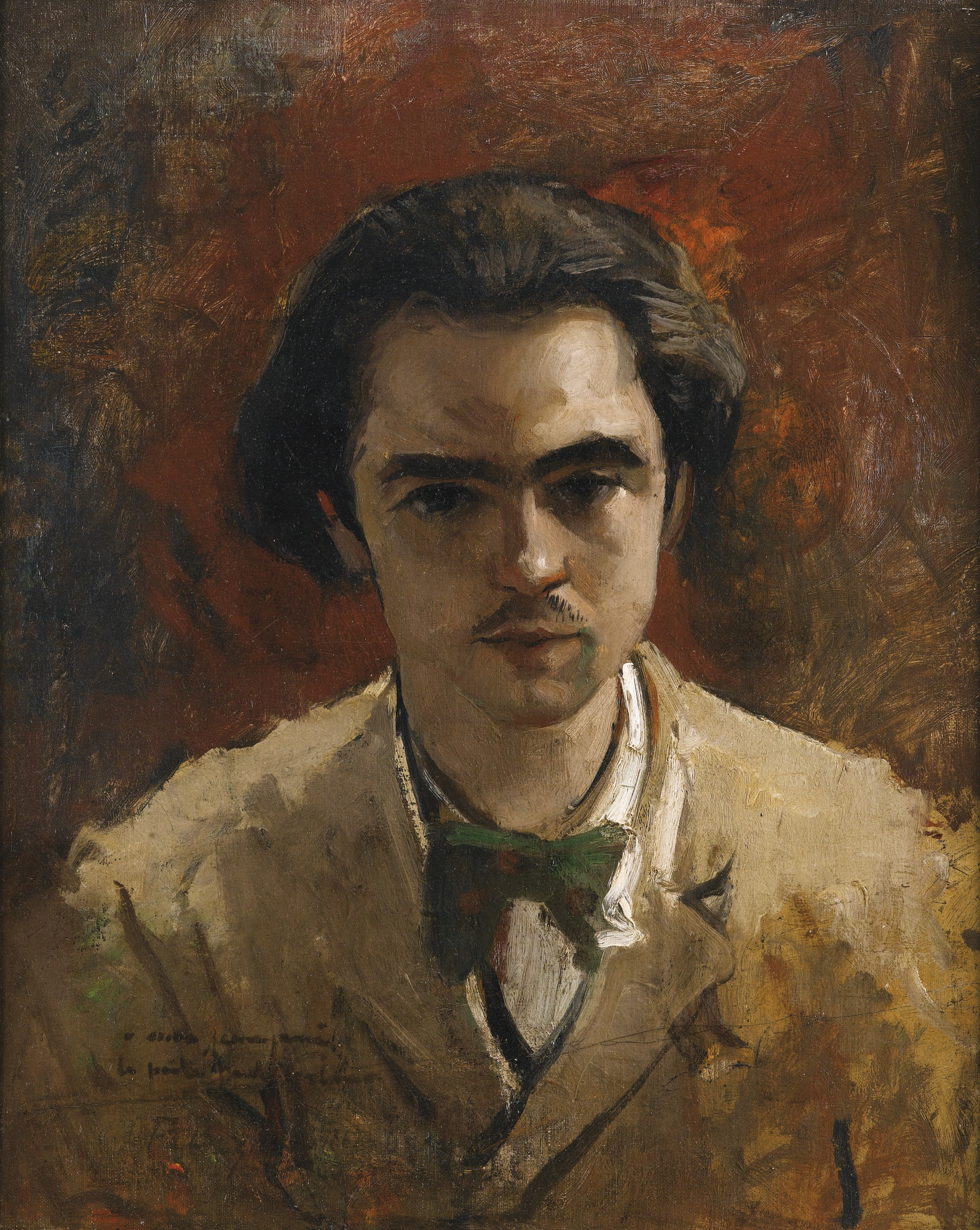
Paul Verlaine målad av Frédéric Bazille (1867)

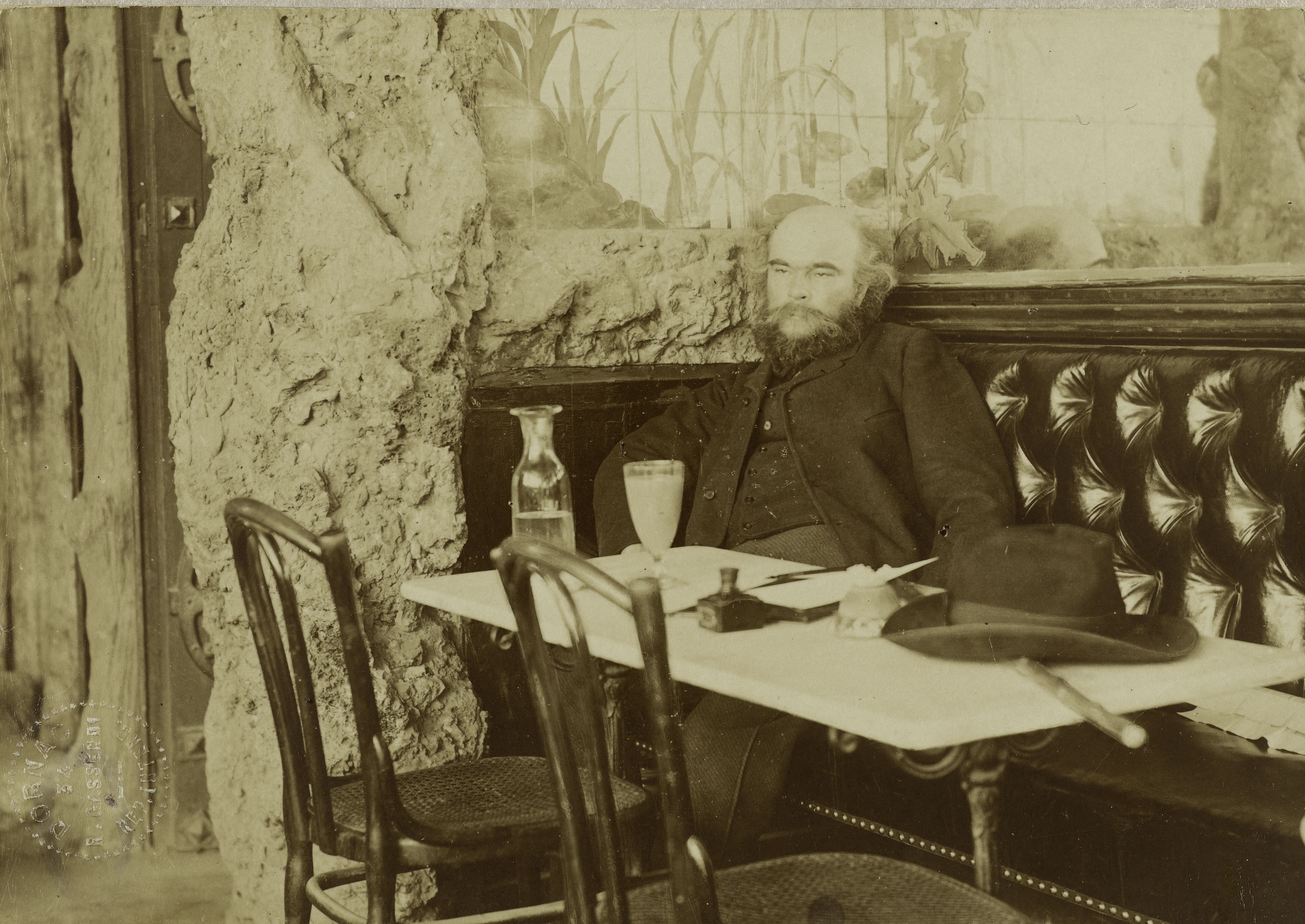
Paul Verlaine på ett café, cirka 1892.

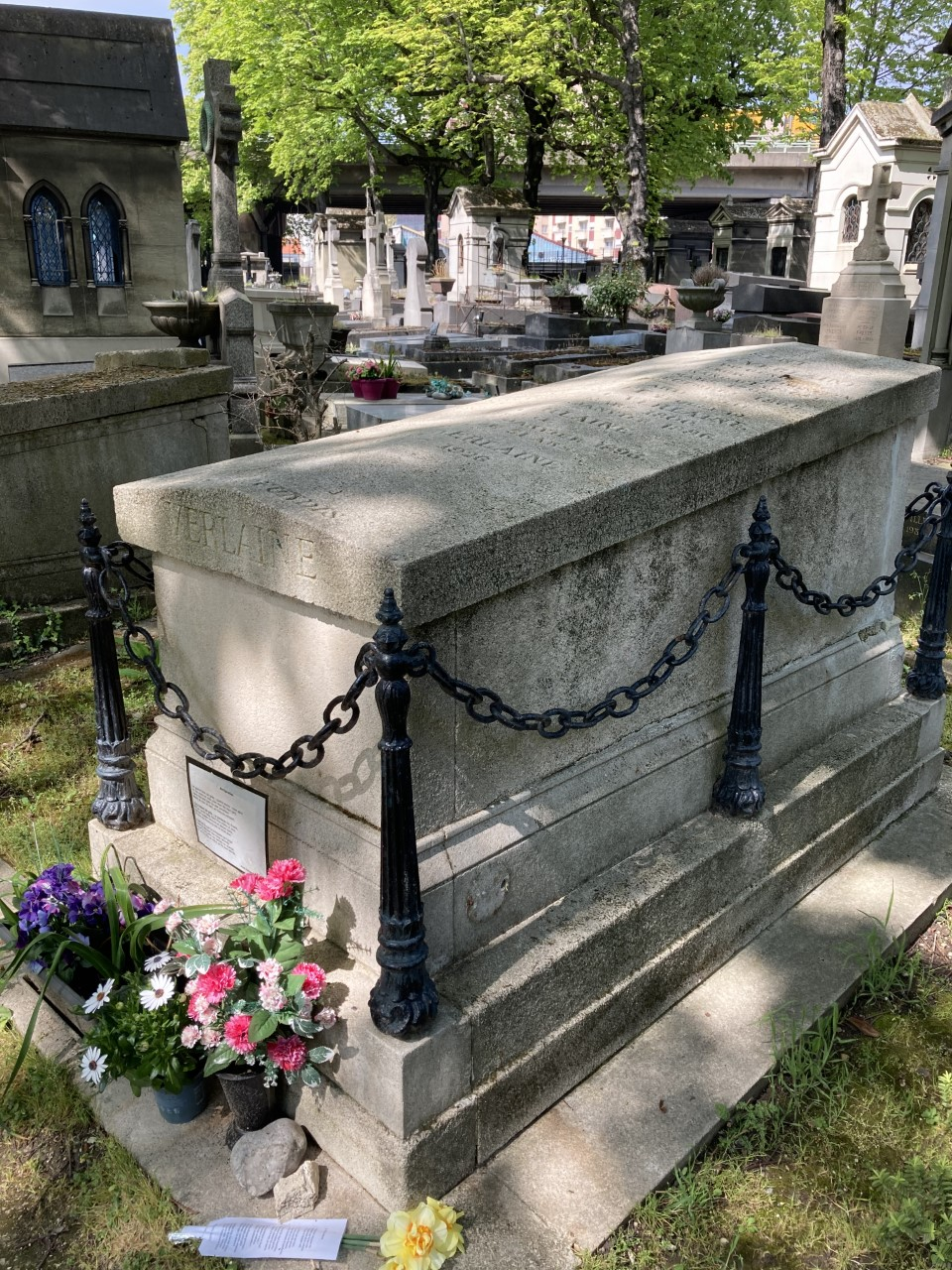
Paul Verlaines grav på Batignolles kyrkogård i Paris.

Paul Verlaine (franskt uttal: [vɛʁlɛn(ə)]), född 30 mars 1844 i Metz, död 8 januari 1896 i Paris, var en fransk poet som bidrog till symbolismens framväxt. Inga böcker av honom översattes till svenska under 1900-talet, han var knappt ens representerad i några svenska antologier. Först år 2016 utkom ett större urval av hans dikter i Sverige, Sånger utan ord, i tolkning av Elias Wraak, som ungefär ett decennium innan också hade stått för översättningen av Verlaines essäsamling De fördömda poeterna.

## Liv och verk
Paul Verlaine var ende son till en officer inom ingenjörstrupperna. Han studerade vid École polytechnique i Paris, men ägnade sig istället alltmer åt litteraturen. Hans utgångspunkt och ursprungliga litterära skola var Les parnassiens (parnassen). Debutdiktsamlingen Poèmes saturniens (1865) skrevs under inflytande av dem. Med Fetes galantes (1869) och ännu mer La bonne chanson (1870) började han frigöra sig från dem. 1870 gifte han sig. 
Efter Pariskommunens nederlag fick han avsked från sin post inom stadsförvaltningen, på grund av sitt öppna stöd åt kommunen. I sällskap med den tio år yngre poeten Arthur Rimbaud företog han 1871 vandringar och färder genom Frankrike, Belgien och England. Det var ett vagabondliv, som tog ett snöpligt slut genom ett pistolskott som Verlaine riktade mot sin följeslagare och som han 1873 fick plikta för med två års fängelse. Det är allmänt vedertaget att Verlaine och Rimbaud hade en stormig kärleksrelation. De båda poeternas förhållande skildrades 1967 i en teaterpjäs av Christopher Hampton, en pjäs som senare blev hollywoodfilmen Total Eclipse (1995). Samlingen Romances sans paroles (1874) är det konstnärligt värdefulla resultatet av detta reseliv. Han återvände 1875 till Frankrike, där hans hustru lät skilja sig från honom. Dyspepsi och stark nervositet, försvårad genom hans kringflackande och oroliga levnadssätt, tärde på hans krafter. Sedan hans mor, vid vilken han var ömt fäst, hade avlidit och flera anställningar som lärare i både Frankrike och England fått ett hastigt slut, var alla band med det ordnade samhällslivet slitna. Verlaine levde i armod och sjukdom; små caféer, sjukhus, häkten var hans hemvist. Medan hans berömmelse stadigt steg var han själv allt hopplösare hemfallen åt nöd och elände. 
Verlaines diktning speglade direkt och oförbehållsamt hans liv och hans känslolivs skiftande stämningar. Pendlandet mellan den mest ohämmade sinnlighet och en lidelsefullt ödmjuk religiositet är utmärkande för hela hans produktion efter 1880. I sitt frigörande från parnassiens ordprakt och den franska poesiens traditionella retorik, verkade Verlaine som en förnyare av versens språk genom enkelheten och den musikaliskt lyriska skönheten i sin framställning. Ruelse och ångest, förtvivlad syndabikt, kroppsliga och själsliga lidandens rop, barnsligt tillitsfull gudstro och mystisk hänförelse, de mest eteriska stämningar och den övermodigaste levnadstörst, våldsamt överdrivna angrepp mot människor och levnadsformer, hån och ursinne, – allt får hos honom sitt poetiska uttryck.
Av Verlaines diktsamlingar kan nämnas: Sagesse (1881), Jadis et naguère (1884), Amour (1888), Parallèlement (1889), Dédicaces (1890), Chansons pour elle (1891), Bonheur (1891), Élégies (1893), Épìgrammes (1894), Ghair (1896) och Invectites (1896). De fördömda poeterna (1884, utökad 1888) består av sex essäer om lika många poeter, en om honom själv, den sista, under täcknamnet Pauvre Lelian, de andra om Tristan Corbière, Arthur Rimbaud, Stéphane Mallarmé, Marceline Desbordes-Valmore och Villiers de l'Isle-Adam. Han utgav även prosaskildringar som Mémoires d'un veuf (1886), Mes hópitaux (1891), Mes prìsons (1893), Confessions (1895) och Quinze jours en Hollande (1895). Verlaines Œuvres complètes och Œuvres posthumes omfattar sex band (1898-1903). 
| ”                    | Höstsång De långa snyftningarna från höstens violiner, pinar mitt hjärta med entonigt svårmod. Jag kvävs och blir blek när klockan slår, jag minns svunna dagar och jag gråter. Och jag går min väg i den stränga vinden, som bär mig än hit, än dit, som ett visset löv. | „ |
| – Paul Verlaine 1866 | |   |

## Postuma hyllningar
Ett monument över skalden restes 1911 i Luxembourgträdgården i Paris. Den amerikanske musikern Tom Verlaine skulle långt senare ta sitt artistnamn som en referens till honom. Och 1993 uppfördes Paul Verlaines dikt Chanson d'automne som väggdikt på Pieterskerkhof 4 i Leiden.
Asteroiden 6871 Verlaine är uppkallad efter honom.

## Galleri

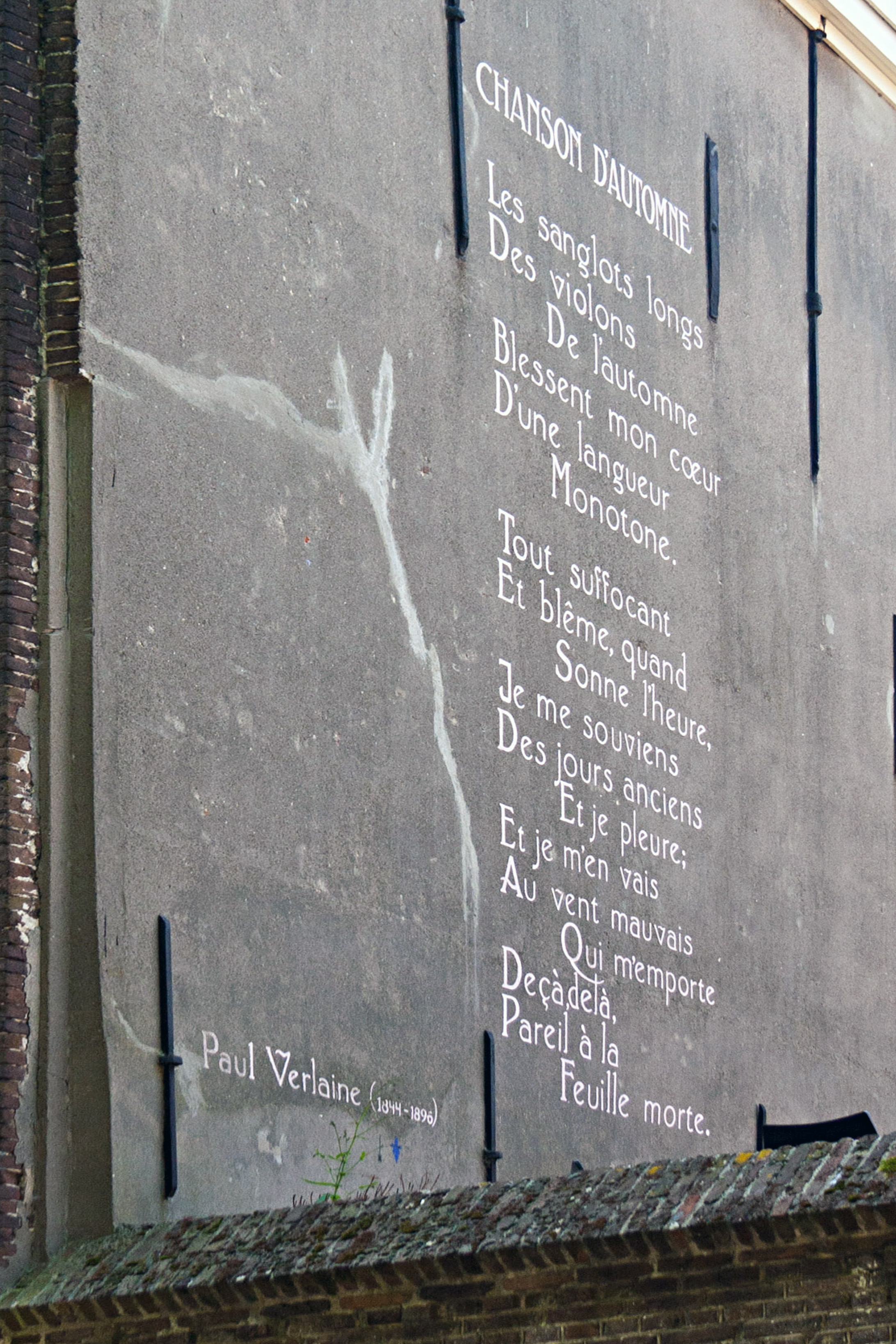
Chanson d'automne som väggdikt på Pieterskerkhof 4 i Leiden.
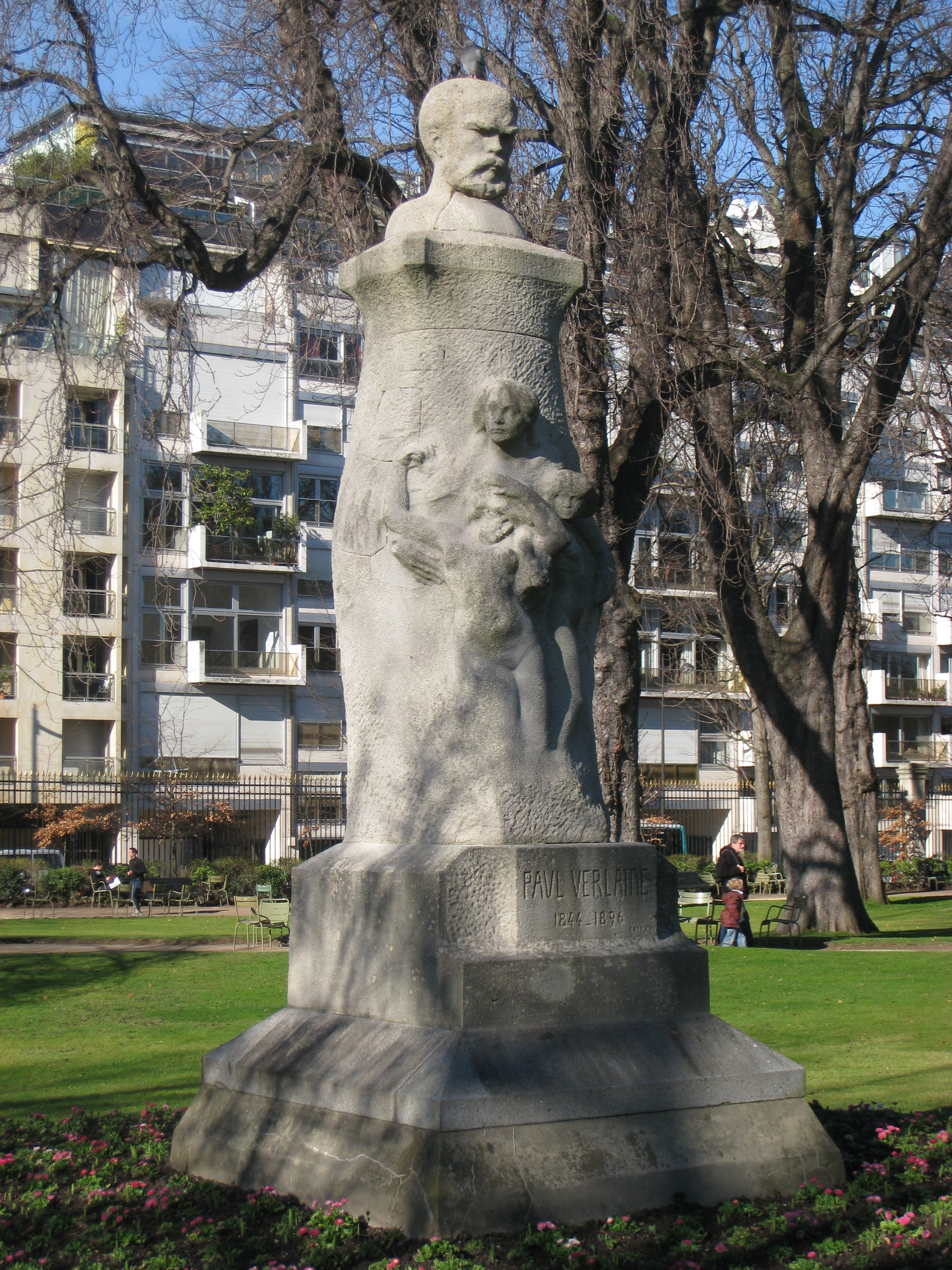
Paul Verlaine i Jardin du Luxembourg